# Кобиляни (Підкарпатське воєводство)
Кобиляни (пол. Kobylany) — село в Польщі, у гміні Хоркувка Кросненського повіту Підкарпатського воєводства.
Населення — 1043 особи (2011).
У 1975-1998 роках село належало до Кросненського воєводства.

## Демографія
Демографічна структура станом на 31 березня 2011 року:
|          | Загалом | Допрацездатний вік | Працездатний вік | Постпрацездатний вік |
| -------- | ------- | ------------------ | ---------------- | -------------------- |
| Чоловіки | 495     | 106                | 339              | 50                   |
| Жінки    | 548     | 106                | 316              | 126                  |
| Разом    | 1043    | 212                | 655              | 176                  |